# كاني تسوهو
كان كاني تسوهو (باليابانية : 寛永通寳؛ باليابانية : 寛永通宝) عملة يابانية من فئة مون، استُخدمت من عام 1626 حتى عام 1868 خلال فترة إيدو. في عام 1636، أصدرت شوغونية توكوغاوا عملة كاني تسوهو لتوحيد العملات النحاسية والحفاظ على وفرتها، وكانت أول عملة نحاسية تُسكّها الحكومة منذ 700 عام. اعتمدت الحكومة العملة بعد طرحها الناجح في مقاطعة ميتو قبل عشر سنوات، أي في عام 1626، وهو العام الثالث من عهد كاني. أصبحت هذه العملات العملة اليومية لعامة الناس، واستُخدمت في المدفوعات الصغيرة.
بسبب السياسات الانعزالية لشوغونية توكوغاوا، توقف تدفق العملة للخارج واستمرت عملات كاني تسوهو في كونها العملة الرئيسية المتداولة في اليابان. سكت عملات كاني تسوهو لمدة 230 عامًا على الرغم من حقيقة أن عصر كاني انتهى في عام 1643. استمرت عملات كاني تسوهو في حمل أسطورة كاني، حتى عندما قدمت فئة جديدة من العملة بعد قرن من الزمان. لم تكن جميعها موحدة كما قصدت الشوغونية، حيث استعانوا بمصادر خارجية للسك من التجار الإقليميين والمحليين الذين كانوا يصبونها بأوزان وأحجام مختلفة، وكذلك في بعض الأحيان بعلامات سك ‏ محلية. بحلول خمسينيات القرن السابع عشر، كانت هناك 16 دار سك خاصة تعمل لإنتاج عملات كاني تسوهو في جميع أنحاء اليابان. في عام 1738، سمحت الحكومة بتصنيع عملات كاني تسوهو الحديدية فئة 1 مون، وفي عام 1866 (قُبيل نهاية فترة إيدو) سُمح بتصنيع عملات كاني تسوهو الحديدية فئة 4 مون. أثناء سك العملات الحديدية، انخفضت جودة العملات النحاسية بسبب التخفيض المتكرر لقيمتها.

## عملاتكاني تسوهوفئة 1 مون
كان للسلام في اليابان بعد عام 1615 تأثيرٌ هائل على الاقتصاد الياباني. عززت هذه الظروف الاقتصادية المواتية التجارة، مما زاد من طلب التجار وغيرهم على النقود للحفاظ على نمو التجارة. أجبر نظام الحضور بالتناوب الدايميو على الإقامة كل عامين في إيدو، عاصمة توكوغاوا، وكان هؤلاء الدايميو ينفقون مبالغ طائلة هناك. فُتحت مناجم النحاس والذهب والفضة في جميع أنحاء اليابان، وأنشأ النظام النقدي لشوغونية توكوغاوا ‏ دور سكّ منفصلة للعملات النحاسية والفضية والذهبية.

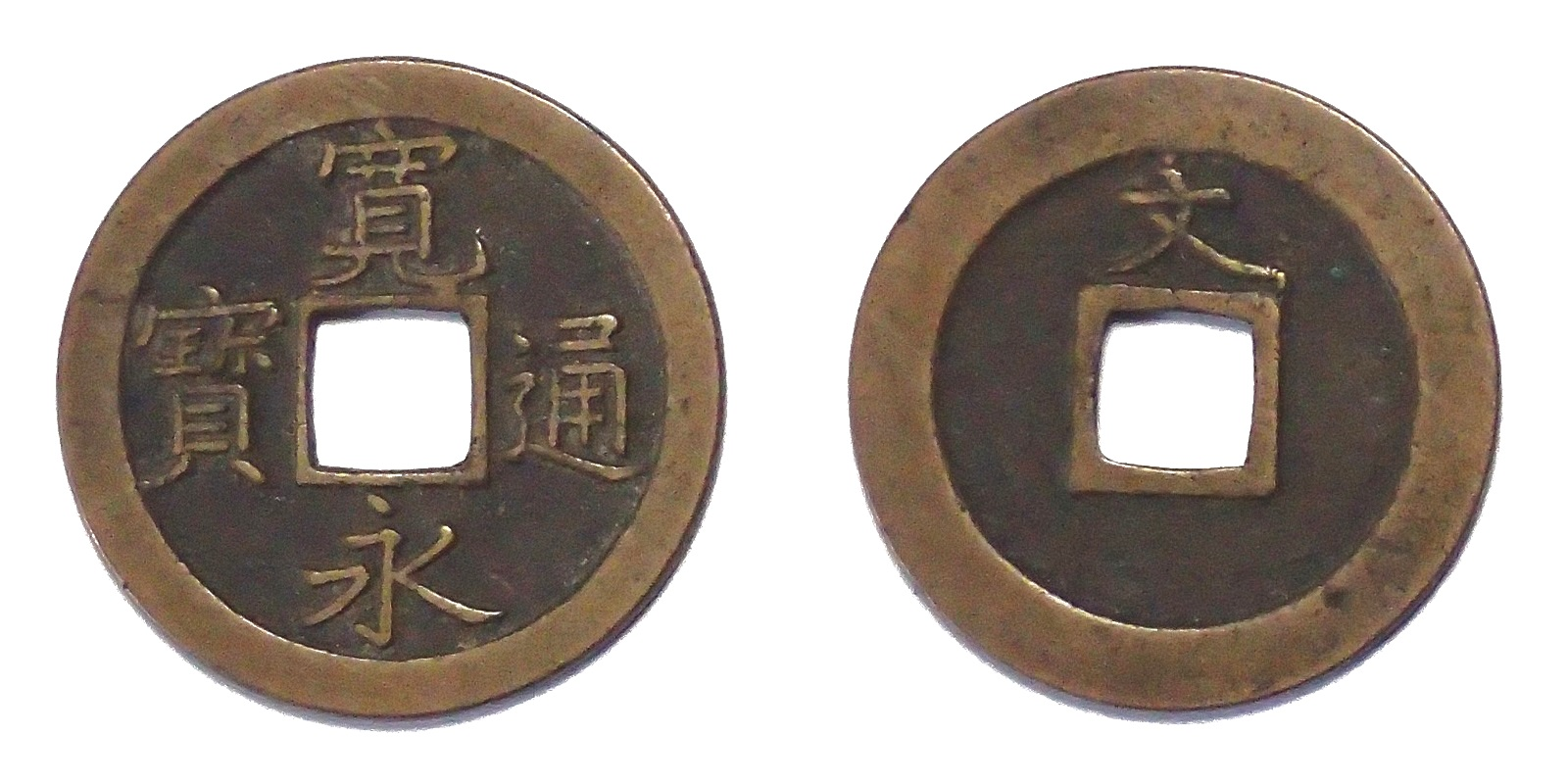
إنتج Kan'ei Tsūhō في عام 8 (1668).

أُنتجت عملة كاني تسوهو الأصلية من فئة مون واحد في مقاطعة ميتو عام 1626 بكميات ضئيلة، استجابةً للاقتصاد المزدهر الذي شهدته اليابان لتلبية الطلب على العملات النحاسية المتداولة. في عام 1636، أمرت حكومة شوغونية توكوغاوا بسكّ هذه العملات بأعداد كبيرة، ووُزّعت نماذج منها على مقاولين فرعيين في جميع أنحاء اليابان، مع دفع ضريبة متناسبة مع الكمية المنتجة لضمان إنتاجها بكميات كافية، وبدأ إنتاجها في دار سك العملة في إيدو ساكاموتو، شيجا في مقاطعة أومي، أرسلت الشوغونية أيضًا عملات أم ‏ كاني تسوهو إلى مقاطعة ميتو ‏ ومقاطعة سينداي ومقاطعة ‏ ميكاوا (مقاطعة يوشيدا) ومقاطعة إيتشيزن (مقاطعة تاكادا ‏) ومقاطعة ماتسوموتو ‏ ومقاطعة أوكاياما ‏ ومقاطعة ناغاتو ‏ ومقاطعة بونغو (ناكاغاوا). جلبت الإدارة المتحكمة للإنتاج الاستقرار للعملة النحاسية لشوغونية توكوغاوا مما سمح للحكومة بتعليق الإنتاج مؤقتًا في عام 1640. بحلول خمسينيات القرن السابع عشر، كانت عملات كاني تسوهو تُنتج بالفعل في ستة عشر موقعًا مختلفًا، وعلى الرغم من توقف عصر كاني في عام 1643، استمر تصنيع هذه العملات، وخلال نفس العام أصدرت حكومة توكوغاوا مرسومًا ضد الإنتاج غير القانوني للعملات النقدية النحاسية. بسبب نقص النحاس من عام 1656 حتى عام 1660، إنتجت 300000 عملة نقدية فقط من فئة كاني تسوهو في توريغو في إيدو و200000 في كوتسونويا في سوروجا. يشار إلى عملات كاني تسوهو التي تبلغ قيمتها 1 مليون دولار والتي إنتجت قبل عام 1688 باسم "كاني القديمة" ويمكن التعرف عليها من خلال أنماط الخط المتشابهة مما يجعل من الصعب التمييز بينها، وفي الوقت نفسه، تميل عملات كاني تسوهو المنتجة بعد عام 1688 (أو عملات "كاني الجديدة") إلى أن تكون أكثر تنوعًا في الأسلوب الخطي. لم تصدر معظم إصدارات كاني تسوهو إلا بين ثلاث وخمس سنوات من طرحها. بلغ عدد العملات النقدية من النوع الأول من عملات "كاني الجديدة" 1970000 عملة نقدية وسكت من عام 1668 حتى عام 1684 في كاميدو في إيدو. ولأنها تحمل نقش "bun" (文) من عصر كانبون ‏ (1661-1673) على ظهرها، تُعرف بشكل غير رسمي باسم بنسن (文銭). وأصبحت وحدة قياس مقبولة، لدرجة أن طول الجوارب كان يُقاس بعملات بنسن.
بدأت مناجم النحاس بالنفاذ في اليابان خلال أوائل القرن الثامن عشر، مما زاد من ندرة المعدن، مما أدى إلى ارتفاع قيمته. أدى هذا بدوره إلى ارتفاع أسعار النقد المستخدم في تصنيعه، وفي النهاية أصبحت القيمة الاسمية للعملات أقل من قيمتها الحقيقية. كان أحد الحلول لهذه المشكلة هو صنع عملات كاني تسوهو الحديدية. كانت المرة الأولى التي سمحت فيها حكومة شوغونية توكوغاوا بهذا التطور عام 1739، حين كانت عملات كاني تسوهو المصنوعة من سبائك النحاس تُنتج بأعداد أقل. كانت عملات كاني تسوهو المصنوعة من سبائك النحاس، والتي كانت لا تزال تُنتج، أخف وزنًا وأقل جودة من تلك التي أُنتجت قبلها. مع استمرار ارتفاع سعر النحاس، كانت معظم عملات Kan'ei Tsūhō التي لا تزال تُنتج من الحديد، بينما كانت معظم عملات سبائك النحاس التي تُنتج من Kan'ei Tsūhō بقيمة اسمية 4 مون، ومن عام 1835 عملات Tenpō Tsūhō النقدية بقيمة اسمية 100 مون. تميل عملات Kan'ei Tsūhō الحديدية إلى أن يكون لها نقوش أقل وضوحًا، وتميل ميزات هذه العملات مثل حوافها الداخلية والخارجية إلى أن تكون أقل دقة وغالبًا ما تكون مسننة وغير مُصنّعة لأن الحديد يصعب صبه. ونظرًا لطبيعة الحديد، تميل هذه العملات أيضًا إلى التعرض للأكسدة بسهولة بالغة. ومنذ عام 1866، خلال فترة باكوماتسو، قدمت عملات Kan'ei Tsūhō الحديدية الجديدة بقيمة 4 مون حيث أصبح التضخم سائدًا.
يمكن بسهولة أن يُعزى إنتاج عملة Kan'ei Tsūhō واحدة بعد عام 1688 إلى أشياء مثل علامات دار السك، وعلامات الحافة، وأنماط الخط المختلفة، وفي حالات نادرة، العلامات العرضية على العملة الأم.

## عملات كاني تسوهو فئة4 مون

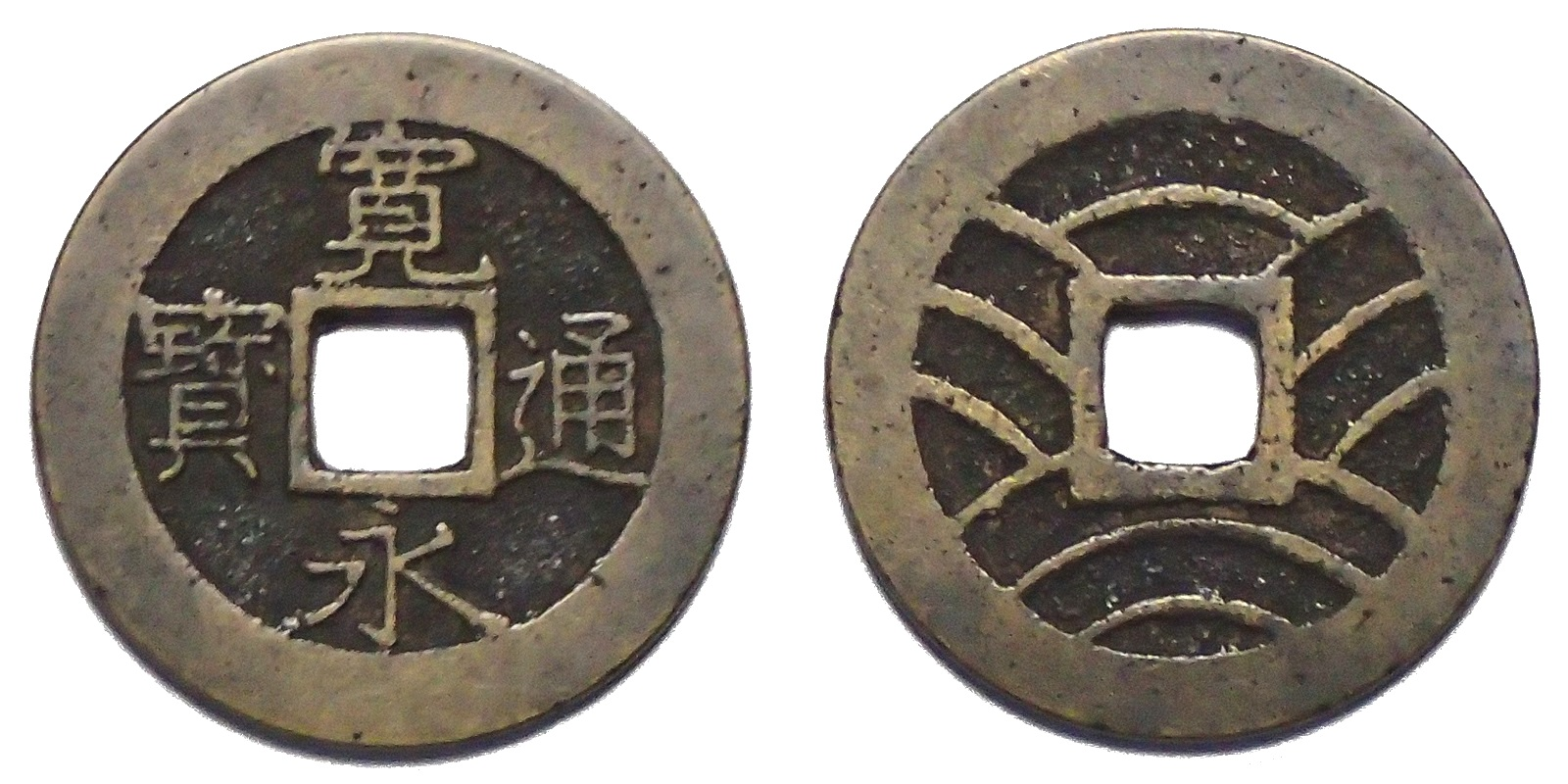
عملة نقدية كاناي تسوهو بقيمة اسمية تبلغ 4 مون.

في عام 1768، كلف الحجرة تانوما أوكيتسوغو ‏ بإنشاء عملة نقدية نحاسية من فئة كان إي تسوهو بقيمة اسمية 4 مون، وقد صبت النسخة الأولية في دار سك فوكوغاوا في العاصمة إيدو وكان لها تصميم أيقوني مع 21 موجة على ظهرها، وفي العام التالي تغير التصميم العكسي ليكون به 11 موجة فقط وكان لجميع الإصدارات التالية من فئة 4 مون كان إي تسوهو هذا التصميم. كانت العملات النقدية النحاسية مصنوعة من سبيكة من النحاس والزنك، وقد صنعت هذه النقود في الصين منذ أواخر عهد أسرة مينغ فصاعدًا، ومع ذلك، نظرًا لعدم توفر الزنك في اليابان وكان لا بد من استيراده، لم تنتج في اليابان من قبل. من هذه النقطة فصاعدًا، انتهى نظام التعاقد من الباطن لسك العملات النقدية البرونزية وحصلت دار سك جينزا ‏ في إيدو على احتكار إنتاج العملات النقدية النحاسية فئة 4 مون كان إي تسوهو. كانت عملة الـ 4 مون أكبر بشكل ملحوظ من عملة كاني تسوهو النقدية بقيمة مون واحد بمقدار 2 مليمتر فقط، مما جعل إنتاجها أرخص، ووفر قيمة اسمية أعلى لكمية مماثلة من النحاس. ونظرًا لندرة النحاس في اليابان آنذاك، أصبح إنتاج عملات كاني تسوهو النقدية بقيمة 4 مون أكثر شيوعًا نظرًا لكفاءتها النسبية من حيث التكلفة مقارنةً بالفئة الأقل. ومع استمرار نمو الاقتصاد، تقبل اليابانيون هذه العملات بقيمتها الاسمية نظرًا للطلب القوي على العملة المتداولة. طلبت حكومة شوغونية توكوغاوا عددًا كبيرًا من عملات 4 مون هذه ليسكوها بين عامي 1821 و1825 والتي تقع ضمن فترة بونسي ولذلك يطلق عليها عملات "بونسي" على عكس عملات "ميوا" التي إنتجت في وقت سابق. عملات 4 مون النقدية من عصر بونسي التي إنتجت في هذه الفترة ذات جودة متفاوتة مع وجود كمية كبيرة منها ذات صنعة غير مرغوب فيها بينما لا تزال تبدو متطابقة إلى حد كبير، كما تميل عملات 4 مون النقدية من عصر بونسي إلى أن يكون لها لون أكثر احمرارًا بسبب حقيقة أن سبائكها تحتوي على أنواع مختلفة من المعادن بخلاف النحاس. عملات 4 مون بوناي كاني شائعة تمامًا مثل تلك المنتجة خلال فترة ميوا. نوع آخر من عملات كاني تسوهو 4 مون هو أنسي كاني التي إنتجت خلال عصر أنسي (1854-1859)، وكانت هذه العملات أكثر اصفرارًا نظرًا لحقيقة أنها كانت مصنوعة من النحاس الأصفر بدلاً من البرونز وأعطت وجوهًا خشنة بينما كانت تحتوي على علامات ملف واضحة جدًا. في عام 1860 سمحت حكومة شوغونية توكوغاوا بإنتاج عملات كاني تسوهو الحديدية بسبب الصعوبات المالية الشديدة، ولكن محاولة سك العملات النقدية الحديدية فشلت بسبب حقيقة أن الحديد عرضة للأكسدة مما يجعل استخدامها صعبًا مما أدى إلى ندرتها تمامًا. ونظرًا لحقيقة أنه كان من المربح للغاية صنع عملات كاني تسوهو النقدية من 4 مون، فقد إنتجت العديد من العملات المزيفة من قبل كل من دور سك العملة الخاصة غير القانونية ودور السك التي يديرها الدايميو السريون. منذ عام 1866، بدأت حكومة شوغونية توكوغاوا في منح الإقطاعيات إذنًا رسميًا بصب عملات نقدية من الحديد من فئة 4 مون كان'اي تسوهو بأموالها الخاصة، ويمكن التمييز بين هذه العملات بسهولة من خلال علامات خاصة على ظهرها لتحديد دار سك العملة الأصلية. وفي الوقت نفسه، عندما بدأت حكومة شوغونية توكوغاوا في السماح للإقطاعيات المحلية بإصدار عملات كان'اي تسوهو الخاصة بها من فئة 4 مون، بدأوا هم أنفسهم في سك عملة بونكيو إيهيو (文久永宝) النقدية من عام 1863، ويشير النقش الموجود على العملة إلى عصر بونكيو (1861-1864)، ويمكن ترجمة إيهيو (永宝) إلى "كنز متداول إلى الأبد" مما يشير إلى اسم واعد للغاية للسلسلة الجديدة التي لم تتحقق حيث حل الين محل المون الياباني خلال إصلاح مييجي. مثل عملات Kan'ei Tsūhō المكونة من 4 قطع، لم تنتج عملات Bunkyū Eihō في دور سك النحاس ولكن في دور سك الفضة والذهب في عهد الشوغونية، وكان لها تصميم عكسي مكون من 11 موجة ولكنها كانت تميل إلى أن تكون أخف وزنًا بسبب حقيقة أن سعر النحاس كان لا يزال يرتفع.

## التأثير الثقافي

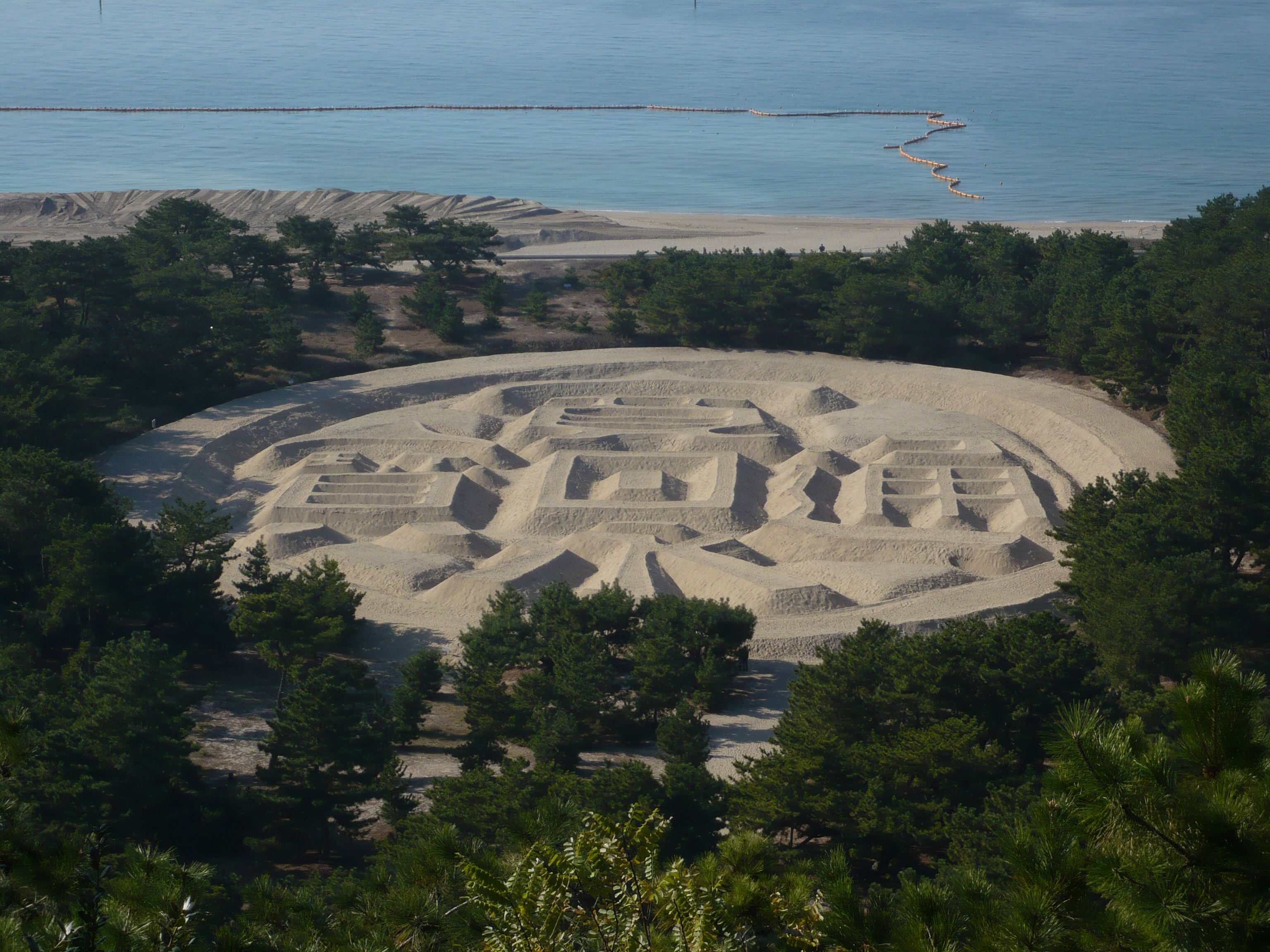
تمثال رملي لكاني تسوهو تم بناؤه عام 1633 (كان أونجي، كاغاوا)

- كانت العديد من المتاجر المتنوعة  [لغات أخرى]‏ في اليابان خلال فترة إيدو تُسمى "متاجر 4 مون" (四文屋، شيمونيا) لأن العملاء كان بإمكانهم شراء أي منتج في المتجر مقابل 4 مون فقط، ولا يزال هذا الاسم مستخدمًا في اليابان الحديثة إلى جانب مصطلح "متجر 100 ين  [لغات أخرى]‏" للمتاجر التي تبيع الوجبات الخفيفة الرخيصة.[11]
- في عام 2008، أصدرت فرنسا عملتين تذكاريتين  [لغات أخرى]‏ تحملان صورة عملة كاني تسوهو النقدية على ظهرها، كانت إحداهما عملة فضية بقيمة اسمية 1.50 يورو والأخرى عملة ذهبية بقيمة اسمية 10 يورو.[12][13]
- بني تمثال رملي كبير لـ Kan'ei Tsūhō، يسمى Zenigata suna-e (銭形砂絵)، في عام 1633 ويوجد في مدينة كانونجي، محافظة كاغاوا.[14]
- تحتوي مجموعة المتحف البريطاني على الكثير من عملات كاني تسوهو النقدية، بما في ذلك بعض العملات المصنوعة من الفضة وبعضها يحمل أرقامًا على ظهرها، ولم يكن المقصود من هذه الأخيرة استخدامها كعملة رسمية ولكن من المحتمل استخدامها كهدايا لإحياء ذكرى افتتاح دار سك جديدة.[7]
- تُستخدم تقليدات عملات كاني تسوهو النقدية في منتزه ميكازوكي-مورا (三日月村) الترفيهي الواقع في محافظة غونما، منطقة كانتو.[15][16] يستند المنتزه الترفيهي إلى قرية ريفية خلال باكوماتسو (أواخر فترة إيدو).[15] تحتوي هذه العملات النقدية الرمزية على النص "三日月村" (Mikazuki-mura) مكتوبًا بخط صغير جدًا على حافة الجانب الخلفي منها للإشارة إلى أنها عملة رمزية أنتجتها الحديقة.[16]

## قراءة إضافية
- عملات اليابان بقلم نيل جوردون مونرو  [لغات أخرى]‏ ، 1904. ( ويكيميديا كومنز )